# Волина Ламбина
Волина Ламбина — озеро на территории Куземского сельского поселения Кемского района Республики Карелия.

## Общие сведения
Площадь озера — 1 км², площадь водосборного бассейна — 680 км². Располагается на высоте 86,4 метров над уровнем моря.
Форма озера продолговатая; вытянуто с юго-запада на северо-восток. Берега преимущественно заболоченные.
Через озеро протекает река Поньгома.
Населённые пункты и автодороги возле озера отсутствуют. Ближайший — посёлок Кривой Порог — расположен в 31 км к югу от озера. В двух километрах восточнее озера проходит трасса Р21 («Кола»).
Код объекта в государственном водном реестре — 02020000711102000003900.